# Nou manament

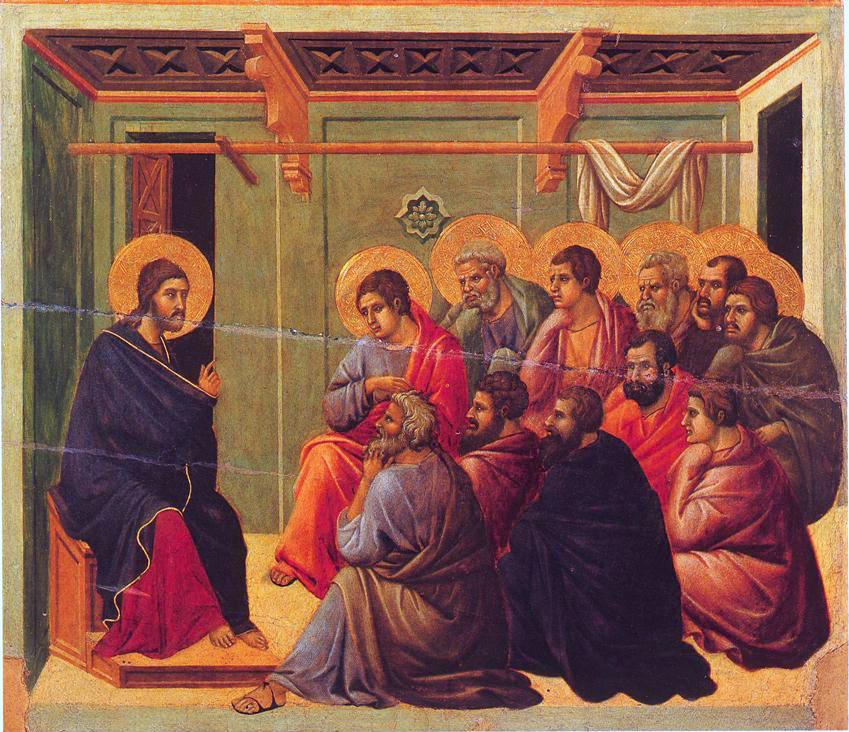
Jesús donant el discurs de comiat als onze deixebles restants després de l'Últim Sopar, detall de la Maestà de la catedral de Siena de Duccio (vers el 1310).

El Nou manament o el Manament nou és un terme utilitzat en el cristianisme per descriure el manament de Jesús d'"estimar-se els uns als altres" que, segons el Nou Testament, es va donar com a part de les instruccions finals als seus deixebles després que l'Últim Sopar hagués acabat, i després que Judes Iscariot se n'hagués marxat, a Joan 13:30.
| « | 33 Fills meus, encara estic amb vosaltres per poc temps. Vosaltres em buscareu, però ara us dic allò que vaig dir als jueus: "Allà on jo vaig, vosaltres no hi podeu venir." 34 Us dono un manament nou: que us estimeu els uns als altres tal com jo us he estimat. Així, doncs, estimeu-vos els uns als altres. 35 Tothom coneixerà que sou deixebles meus per l'amor que us tindreu entre vosaltres. Joan 13:33-35 | » |

Aquest manament apareix tres vegades en dotze versicles del Nou Testament. Teològicament, aquest manament s'interpreta com el doble de l'amor de Crist per als seus deixebles. El manament també es pot veure en el Discurs de comiat als deixebles.

## Evangeli de Joan
La declaració del nou manament de Jesús a Joan 13:34-35 va ser després de l'Últim Sopar, i després de la marxa de Judes. El manament va ser prologat a Joan 13:34 per Jesús dient als seus deixebles restants, com nens petits, que ell estarà amb ells per poc temps i després els deixarà.
En el manament Jesús va dir als deixebles: "Estimeu-vos els uns als altres, com jo us he estimat".